# 최병훈
최병훈(1984년 4월 5일 ~ )은 대한민국의 프로게임단 지도자이다.

## 지도자 생활
2008년, SK텔레콤 T1의 스타크래프트 코치로 부임했다. 2009년, 스페셜 포스의 코치로 부임했다. 2012년에는 리그 오브 레전드의 코치로 자리를 옮겼다. 2013년 11월, SK텔레콤의 리그 오브 레전드 감독으로 승격했다. 리그 오브 레전드 팀을 지도하면서 팀의 리그 오브 레전드 월드 챔피언십 3회 우승에 기여했다. 2018년 8월, 배틀그라운드의 감독으로 자리를 옮겼다. 2020년 3월에는 팀의 도타2의 감독으로 부임했다.
2021시즌을 앞두고 DRX의 단장으로 부임했다.

## 지도자 경력
- T1 (2008 ~ 2020)
- DRX (단장) (2020 ~ 현재)

## 주요 기록
- 신한은행 프로리그 08-09 우승

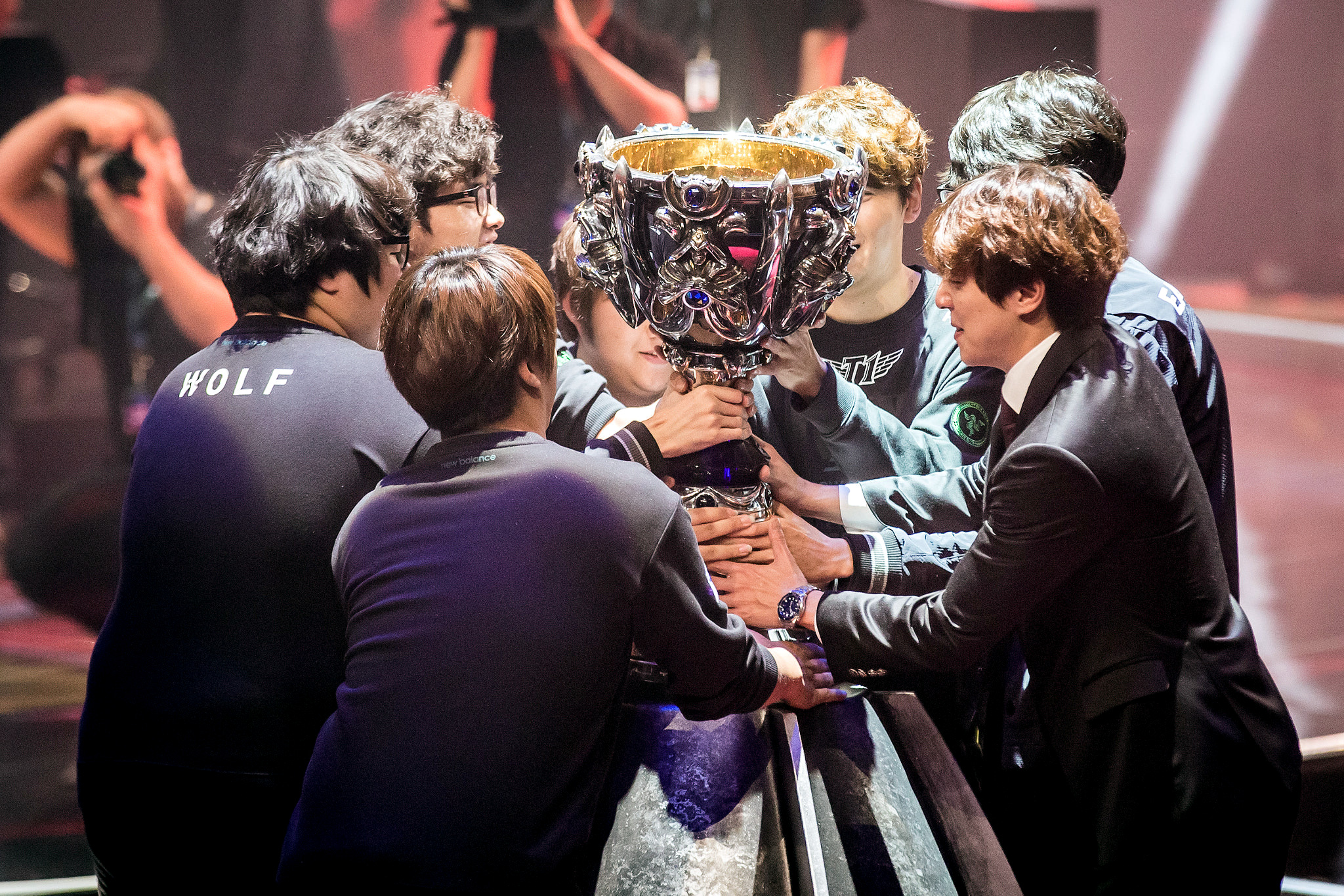
2015 월드 챔피언십 우승 사진.

- 스페셜포스 2 프로리그 1회 우승·3회 준우승
- 리그 오브 레전드 챔피언스 코리아 6회 우승·1회 준우승
- 리그 오브 레전드 월드 챔피언십 3회 우승·1회 준우승
- 미드 시즌 인비테이셔널 2회 우승
- IEM 시즌 10 월드 챔피언십 우승
- SK텔레콤 LTE-A LoL 마스터즈 2014 준우승
- 아이티엔조이 나이스게임TV 리그 오브 레전드 배틀 서머 2014 우승
- PUBG 코리아 리그 2019 페이즈 3 준우승
- PCS2 아시아 한국대표선발전 우승
- SEA 도타 인비테이셔널 2020 우승
- 헤페스터스컵 2020 우승